# Элементы HTML
Элемент HTML — основная структурная единица веб-страницы, написанная на языке HTML. Элементы можно увидеть в исходном коде всех веб-страниц после задания типа документа. <!DOCTYPE> определяет, какую версию (X)HTML использует страница. Элементы страницы находятся между открывающим тегом <html> и закрывающим </html>. Элемент <html> называется корневым элементом.

## Структура HTML-документа
HTML — это теговый язык разметки документов, то есть любой документ на языке HTML представляет собой набор элементов, причём начало и конец каждого элемента обозначается специальными пометками, называемыми тегами. Регистр, в котором набрано имя тега, в HTML значения не имеет. Элементы могут быть пустыми, то есть не содержащими никакого текста и других данных (например, тег перевода строки <br>). В этом случае обычно не указывается закрывающий тег. Кроме того, элементы могут иметь атрибуты, определяющие какие-либо их свойства (например, размер шрифта для тега <font>). Атрибуты указываются в открывающем теге. Вот пример части разметки HTML-документа:
```
<
p
>
Текст между двумя тегами - открывающим и закрывающим.
</
p
>

 
<
a
 
href
=
"http://example.com"
>
Здесь элемент содержит атрибут href.
</
a
>

А вот пример пустого элемента: 
<
br
>

```

Каждый HTML-документ, отвечающий спецификации HTML какой-либо версии, обязан начинаться со строки декларации версии HTML <!DOCTYPE>, которая обычно выглядит примерно так:
```
<!DOCTYPE HTML PUBLIC "-//W3C//DTD HTML 4.01//EN" "http://www.w3.org/TR/html4/strict.dtd">

```

Если эта строка не указана, то добиться корректного отображения документа в браузере становится труднее.
Далее обозначается начало и конец документа тегами <html> и </html> соответственно.
Внутри этих тегов должны находиться теги заголовка (<head></head>) и тела (<body></body>) документа.

### Варианты DOCTYPE для HTML 4.01
- Строгий (Strict): не содержит тегов, помеченных как «устаревшие» или «не одобряемые» (deprecated).

```
<!DOCTYPE HTML PUBLIC "-//W3C//DTD HTML 4.01//EN" "http://www.w3.org/TR/html4/strict.dtd">

```

- Переходный (Transitional): содержит устаревшие теги в целях совместимости и упрощения перехода со старых версий HTML.

```
<!DOCTYPE HTML PUBLIC "-//W3C//DTD HTML 4.01 Transitional//EN" "http://www.w3.org/TR/html4/loose.dtd">

```

- С фреймами (Frameset): аналогичен переходному, но содержит также теги для создания наборов фреймов.

```
<!DOCTYPE HTML PUBLIC "-//W3C//DTD HTML 4.01 Frameset//EN" "http://www.w3.org/TR/html4/frameset.dtd">

```

### DOCTYPE для HTML 5
В отличие от предыдущих версий тег всего один.
```
<!DOCTYPE html>

```

## Основные элементы
Теги и их параметры нечувствительны к регистру. То есть <A HREF="http://example.com"> и <a href="http://example.com"> означают одно и то же.
В последних версиях HTML практически у каждого тега огромное число необязательных параметров — обычно не меньше 15. Мы приводим только основные параметры тегов.

### Гиперссылки
```
<
a
 
href
=
"filename"
 
target
=
"_self"
>
название ссылки
</
a
>

```

- Атрибут href задаёт значение адреса документа, на который указывает ссылка.
- filename — имя файла или адрес Internet, на который необходимо сослаться.
- название ссылки — название гипертекстовой ссылки, которое будет отображаться в браузере, то есть показываться тем, кто зашёл на страницу.
- target — задаёт значение окна или фрейма, в котором будет открыт документ, на который указывает ссылка. Возможные значения атрибута:
  - _top — открытие документа в текущем окне;
  - _blank — открытие документа в новом окне;
  - _self — открытие документа в текущем фрейме;
  - _parent — открытие документа в родительском фрейме.

Значение по умолчанию: _self.

#### Якорь
Тот же элемент используется для создания так называемых «якорей» (anchor), которые могут потом использоваться в гиперссылках, направленных на какой-то определённый элемент страницы. Например:
```
<!DOCTYPE html>
 
 
<
html
>

  
<
head
>

    
<
meta
 
charset
=
"utf-8"
>

    
<
title
>
Якорь внутри документа
</
title
>

  
</
head
>

  
<
body
>

   
<
p
><
a
 
name
=
"top"
></
a
></
p
>

   
<
p
>
текст
</
p
>

   
<
p
><
a
 
href
=
"#top"
>
Наверх
</
a
></
p
>

  
</
body
>

</
html
>

```

Аналогичным образом якорь можно сделать на закладку, находящуюся на другой веб-странице или на другом сайте: там, куда направлена ссылка, должен стоять <a name="xxx"></a>, а там, откуда идёт ссылка, к значению href добавляется знак решётки (#) и название якоря.
Также якорем в современных браузерах может служить id любого элемента.

### Текстовые блоки
- <h1> … </h1>, <h2> … </h2>, … ,<h6> … </h6> — заголовки 1, 2, … 6 уровня. Используются для выделения частей текста (заголовок 1 — самый крупный, 6 — самый мелкий).
- <p> — новый абзац. Можно в конце абзаца поставить </P>, но это не обязательно.
- <br> — новая строка. Этот тег не закрывается (то есть не существует тега </BR>)
- <hr> — горизонтальная линия
- <blockquote> … </blockquote>  — цитата. Обычно текст сдвигается вправо.
- <pre> … </pre>  — режим preview (preformatted text). Пробельные символы остаются там, где они есть в оригинальном документе (в других тегах игнорируются). Внутри могут обрабатываться внутристроковые теги кроме img, object, big, small, sup и sub.
- <div> … </div>  — блок (обычно используется для применения стилей CSS)
- <span> … </span>  — строка (обычно используется для применения стилей CSS)

### Форматирование текста
- <em> … </em>  — логическое ударение (обычно отображается курсивным шрифтом)
- <strong> … </strong>  — усиленное логическое ударение (обычно отображается жирным шрифтом)
- <i> … </i>  — выделение текста курсивом. Важно, что '' и ''' не являются семантическими тегами, то есть не придают смысла содержимому.[3]
- <b> … </b>  — выделение текста жирным шрифтом
- <u> … </u>  — подчёркивание текста
- <s> … </s>  (или <strike> … </strike> )— зачёркивание текста
- <big> … </big>  — увеличение шрифта. Устарел и не рекомендуется к использованию[4].
- <small> … </small>  — уменьшение шрифта
- <blink> … </blink>  — мигающий текст. Внимание! Этот тег не работает в браузере Internet Explorer версий 5 и ниже без применения JavaScript
- <marquee> … </marquee>  — сдвигающийся по экрану текст.
- <sub> … </sub>  — подстрочный текст. Например, H<SUB>2</SUB>O  создаст текст H2O.
- <sup> … </sup>  — надстрочный текст. Например, E=mc<SUP>2</SUP>  создаст текст E=mc2.
- <font параметры> … </font>  — устаревший тег[5], отвечавший за задание параметров шрифта. У этого тега есть следующие параметры:
  - color=цвет — задание цвета. Цвет может быть задан в шестнадцатеричной форме как #rrggbb (первые 2 шестнадцатеричные цифры задают красную компоненту, следующие 2 — зелёную, последние 2 — синюю) или названием.
  - face=шрифт задание гарнитуры шрифта
  - size=размер задание размера шрифта. Размер от 1 до 7: стандартный по умолчанию 3. Есть много способов изменить стандартный размер.
  - size=+изменение или size=-изменение — изменение размера шрифта от стандартного. Например, +2 означает размер на 2 больше стандартного.

Например,
```
Сигналом к началу атаки являются

<
U
>
три
</
U
>
 
<
FONT
 
SIZE
=
"+2"
>
больших
</
FONT
>
 
<
FONT
 
COLOR
=
"green"
>
зелёных
</
FONT
>
 свистка.

```

создаст текст
Сигналом к началу атаки являются три больших зелёных свистка.

### Списки
```
 
<
UL
>

   
<
LI
>
 первый элемент 
</
LI
>

   
<
LI
>
 второй элемент 
</
LI
>

   
<
LI
>
 третий элемент 
</
LI
>

 
</
UL
>

```

создаёт список
- первый элемент
- второй элемент
- третий элемент

Если вместо <ul> (Unordered List — ненумерованный список) поставить <ol> (Ordered List — нумерованный список), список получится нумерованным:
1. первый элемент
2. второй элемент
3. третий элемент

У этих тегов есть параметры:
```
type
 = "тип" 
```

где тип — форма:
в  <UL>  — символов
- square — квадрат
- circle — окружность
- disk — круг: по умолчанию

а в  <OL>  — цифр или букв
- A или а (латинскими буквами) — буквенный список: соответственно заглавными или строчными буквами
- I или i — римские цифры: соответственно заглавными или строчными буквами (римскими цифрами отображаются числа с 1 по 3999, остальные — арабскими)
- 1 — арабские цифры: по умолчанию

пишется так:
```
<
ol
 
type
=
"i"
>

  
<
li
>
 Первое 
</
li
>

  
<
li
>
 Второе 
</
li
>

  
<
li
>
 И т.д. 
</
li
>

</
ol
>

```

и создаст следующее:

1.  Первое 
2.  Второе 
3.  И т. д. 

Параметр start="начало" (только для  <OL> ), определяющий начало нового отсчёта: например, если нужно не 1, 2, 3, а 24, 25, 26
Пишется так:
```
<
ol
 
start
=
"24"
>

<
li
>
 Двадцать четыре 
</
li
>

<
li
>
 Двадцать пять 
</
li
>

<
li
>
 И т.д. 
</
li
>

```

и создаст следующее:

1.  Двадцать четыре 
2.  Двадцать пять 
3.  И т. д. 

и, наконец для тега  <LI>  параметр value="следующий" — если необходимо перескочить с одной цифры на другую: например, не 1, 2, 3, 4, а 1, 2, 22, 23
```
<
ol
>

<
li
>
 Один 
</
li
>

<
li
>
 Два 
</
li
>

<
li
 
value
=
"22"
>
 Двадцать два 
</
li
>

<
li
>
 Двадцать три 
</
li
>

```

создаст следующее:

1.  Один 
2.  Два 
3.  Двадцать два 
4.  Двадцать три 

Наконец, третьим, и последним, списком является список определений:
```
 
 
<
DL
>

  
<
DT
>
 Кошка 
</
DT
>
 
<
DD
>
 мяукающее домашнее животное 
</
DD
>

  
<
DT
>
 Кот 
</
DT
>
 
<
DD
>
 муж кошки 
</
DD
>

  
<
DT
>
 Крокодил 
</
DT
>
 
<
DD
>
 большой африканский зверь с острыми зубами 
</
DD
>

 
</
DL
>

```

создаст следующее:

 Кошка   мяукающее домашнее животное 
 Кот   муж кошки 
 Крокодил   большой африканский зверь с острыми зубами 

Между прочим, теги <LI>, <DT>, <DD> можно и не закрывать.

#### Различия в отображении нумерованных списков
При неположительных значениях в нумерации браузеры ведут себя по-разному. Например, Internet Explorer игнорирует value=0, value=-1 и т.д., другие же браузеры, как Chrome, Firefox, отображают заданное значение. При этом Internet Explorer не игнорирует start=0, start=-1 и т.д., т.е. начать список с неположительного значения он может, но перескочить в нумерации на неположительное значение не может.
| HTML-разметка                                  | Данный браузер | Chrome, Firefox | Internet Explorer |
| ---------------------------------------------- | -------------- | --------------- | ----------------- |
| <ol start=-2><li><li value=0><li value=2></ol> |                | -2, 0, 2        | -2, -1, 2         |

В буквенном списке (type=A или type=a) неположительные значения одни браузеры, как Chrome, Firefox, отображают цифрами, а Internet Explorer (в режиме Quirks mode, т.е. если на странице не указана версия HTML 4.01 или 5 в тэге !DOCTYPE HTML) отрицательные значения отображает буквами со знаком “минус”, а ноль — символом @.
| HTML-разметка                         | Данный браузер | Chrome, Firefox | Internet Explorer (Quirks mode) |
| ------------------------------------- | -------------- | --------------- | ------------------------------- |
| <ol type=A start=-1><li><li><li></ol> |                | -1, 0, A        | -A, @, A                        |

Пустое или нечисловое значение (value=, value=A, value=B) одни браузеры, как Chrome, Firefox, игнорируют, а Internet Explorer воспринимает как value=1.
| HTML-разметка                                  | Данный браузер | Chrome, Firefox | Internet Explorer |
| ---------------------------------------------- | -------------- | --------------- | ----------------- |
| <ol start=-2><li><li value=B><li value=2></ol> |                | -2, -1, 2       | -2, 1, 2          |

Имеются различия при отображении чисел римскими цифрами (type=I или type=i), т.к. Internet Explorer (в режиме Quirks mode, т.е. если на странице не указана версия HTML 4.01 или 5 в тэге !DOCTYPE HTML) некоторые числа отображает неправильно.
| HTML-разметка                               | Данный браузер | Chrome, Firefox                   | Internet Explorer (Quirks mode) |
| ------------------------------------------- | -------------- | --------------------------------- | ------------------------------- |
| <ol type=I start=3300><li><li><li><li></ol> |                | MMMCCC MMMCCCI MMMCCCII MMMCCCIII | MMMCCC                          |

Все числа из интервала с 1 по 1880 Internet Explorer отображает правильно, а из интервала с 1881 по 3999 — не все. Для 603 чисел, 67 групп по 9 чисел (xxx1—xxx9), в запись римскими цифрами не попадает младшая цифра. И это, скорее всего, не для того, чтобы укоротить длинную запись, т.к. 3888 — число с самой длинной (в интервале с 1 по 3999) записью римскими цифрами (MMMDCCCLXXXVIII) — отображается правильно.
В таблице крестиком отмечены группы неправильно отображаемых в Internet Explorer (в режиме Quirks mode) чисел:
|      | 01-09 | 11-19 | 21-29 | 31-39 | 41-49 | 51-59 | 61-69 | 71-79 | 81-89 | 91-99 |
| 1800 |       |       |       |       |       |       |       |       | ✘     |       |
| 2300 |       |       |       | ✘     |       |       |       | ✘     | ✘     |       |
| 2700 |       |       |       | ✘     |       |       |       | ✘     | ✘     |       |
| 2800 |       | ✘     | ✘     | ✘     | ✘     | ✘     | ✘     | ✘     | ✘     | ✘     |
| 3100 |       |       |       |       |       |       |       |       | ✘     |       |
| 3200 |       |       | ✘     | ✘     | ✘     |       | ✘     | ✘     | ✘     | ✘     |
| 3300 | ✘     | ✘     | ✘     | ✘     | ✘     | ✘     | ✘     | ✘     |       | ✘     |
| 3400 |       |       | ✘     | ✘     | ✘     |       | ✘     | ✘     | ✘     | ✘     |
| 3500 |       |       |       |       |       |       |       |       | ✘     |       |
| 3600 |       |       | ✘     | ✘     | ✘     |       | ✘     | ✘     | ✘     | ✘     |
| 3700 | ✘     | ✘     | ✘     | ✘     | ✘     | ✘     | ✘     | ✘     |       | ✘     |
| 3800 | ✘     | ✘     |       |       |       | ✘     |       |       |       |       |
| 3900 |       |       | ✘     | ✘     | ✘     |       | ✘     | ✘     | ✘     | ✘     |

### Объекты
- EMBED — вставка различных объектов: не-HTML документов и media-файлов
- APPLET — вставка Java-апплетов
- SCRIPT — вставка скриптов.

### Изображения
- IMG — вставка изображения. Этот тег не закрывается.
  - SRC — имя или URL
  - ALT — альтернативное имя (отобразится, если в браузере запретить отображать картинки)
  - TITLE — краткое описание изображения (отобразится при наведении курсора на картинку)
  - WIDTH, HEIGHT — размеры (если не совпадают с истинными размерами картинки, то изображение «растянется» или «сожмётся»)
  - ALIGN — задаёт параметры обтекания текстом (top, middle, bottom, left, right)
  - VSPACE, HSPACE — задают размеры вертикального и горизонтального пространства вокруг изображения

Пример:
```
<
IMG
 
SRC
=
url
 
ALT
=
"текст"
 
TITLE
=
"текст"
 
WIDTH
=
"размер (пикс, %)"
 
HEIGHT
=
"размер (пикс, %)"
>

```

Изображение можно сделать ссылкой:
```
<
A
 
HREF
=
url
 
><
IMG
 
SRC
=
url
></
A
>

```

### Карта изображений
- <MAP>…</MAP> — создание карты изображений позволяющей хранить в одном изображении несколько ссылок.

Пример:
```
<
IMG
 
width
=
"500"
 
height
=
"200"
 
usemap
=
"#somemap"
 
src
=
"url"
>

<
MAP
 
name
=
"somemap"
>

    
<
AREA
 
shape
=
"rect"
 
coords
=
"6, 7, 140, 196"
 
href
=
"url1"
>

    
<
AREA
 
shape
=
"circle"
 
coords
=
"239, 98, 92"
 
href
=
"url2"
>

    
<
AREA
 
shape
=
"polygon"
 
coords
=
"386,16, 344,56, 350,189, 385,132, 489,190, 496,74"
 
href
=
"url3"
>

</
MAP
>

```

### Таблицы
- TABLE — создание таблицы. Параметры тега:
  - BORDER — толщина разделительных линий в таблице
  - CELLSPACING — расстояние между клетками
  - CELLPADDING — отступ от рамки до содержимого ячейки.
- CAPTION — заголовок таблицы (этот тег необязателен)
- TR — строка таблицы
- TH — заголовок столбца таблицы (этот тег необязателен)
- TD — ячейка таблицы
- height — высота таблицы
- width — ширина таблицы

Так, например,
```
<
TABLE
 
BORDER
=
"1"
 
CELLSPACING
=
"0"
>

  
<
CAPTION
>
 Улов крокодилов в Мумбе-Юмбе 
</
CAPTION
>

  
<
TH
>
 Год 
</
TH
>
 
  
<
TH
>
 Улов 
</
TH
>

  
<
TR
>

    
<
TD
>
 1997 
</
TD
>
 
    
<
TD
>
 214 
</
TD
>

  
</
TR
>

  
<
TR
>

    
<
TD
>
 1998 
</
TD
>
 
    
<
TD
>
 216 
</
TD
>

  
</
TR
>

  
<
TR
>

    
<
TD
>
 1999 
</
TD
>
 
    
<
TD
>
 207 
</
TD
>

  
</
TR
>

</
TABLE
>

```

Создаст таблицу:

| Год  | Улов |
| ---- | ---- |
| 1997 | 214  |
| 1998 | 216  |
| 1999 | 207  |

У тега TABLE есть ещё параметр CELLPADDING. Он определяет расстояние в пикселях между рамкой ячейки и её содержимым. Например, если заменить первую строку таблицы на
```
<
TABLE
 
BORDER
=
"1"
 
CELLSPACING
=
"0"
 
CELLPADDING
=
"5"
>

```

таблица получится такой:

| Год  | Улов |
| ---- | ---- |
| 1997 | 214  |
| 1998 | 216  |
| 1999 | 207  |

Другой параметр тегов TABLE, TR, TH, TD — ALIGN. Он определяет выравнивание. Возможные значения — center (по центру), left (по левому краю), right (по правому краю).
Параметр ALIGN в TD или TH определяет выравнивание для содержимого внутри данной ячейки, в TR — для содержимого всех ячеек строки, TABLE — для самой таблицы на страничке. Для каждой ячейки берётся выравнивание из TD или TH, если оно не задано — из TR, если и оно не задано — по центру для TH или по левому краю для TD.
Например, если заменить первые строки таблицы на
```
<
TABLE
 
BORDER
=
"1"
 
CELLSPACING
=
"0"
 
ALIGN
=
"center"
>

<
CAPTION
>
 Улов крокодилов в Мумбе-Юмбе 
</
CAPTION
>

<
TH
>
 Год 
</
TH
>

<
TH
>
 Улов 
</
TH
>

<
TR
>

<
TD
>
 1997 
</
TD
>
 
<
TD
 
ALIGN
=
"CENTER"
>
 214 
</
TD
>

```

таблица получится такой:

| Год  | Улов |
| ---- | ---- |
| 1997 | 214  |
| 1998 | 216  |
| 1999 | 207  |

Незакрытые теги TD, TR и TH приводят к некорректному отображению, особенно при работе со вложенными таблицами.

### Формы
Создание форм в HTML является довольно сложным делом. Здесь приводятся только названия основных тегов.
- FORM — создание формы
- INPUT — элемент ввода (может иметь разные функции — от ввода текста до отправки формы)
- TEXTAREA — текстовая область (многострочное поле для ввода текста)
- SELECT — список (обычно в виде выпадающего меню)
- OPTION — пункт списка

### Символы
Чтобы создать символ, необязательно искать его на клавиатуре: можно просто набрать соответствующую HTML-мнемонику; например, чтобы получить ¢, надо набрать &cent;, неразрывный пробел — &nbsp;, ударение — &#x301; и т. д.

## Названия цветов
В HTML определены следующие цвета.
| Название | Шестнадцатиричный цвет |
| -------- | ---------------------- |
| black    | #000000                |
| silver   | #c0c0c0                |
| maroon   | #800000                |
| red      | #ff0000                |
| navy     | #000080                |
| blue     | #0000ff                |
| purple   | #800080                |
| fuchsia  | #ff00ff                |
| green    | #008000                |
| lime     | #00ff00                |
| olive    | #808000                |
| yellow   | #ffff00                |
| teal     | #008080                |
| aqua     | #00ffff                |
| gray     | #808080                |
| white    | #ffffff                |

## Основные символы
| Код      | Символ | Смысл                                                    |
| -------- | ------ | -------------------------------------------------------- |
| &lt;     | <      | меньше                                                   |
| &gt;     | >      | больше                                                   |
| &amp;    | &      | амперсанд                                                |
| &nbsp;   |        | неразрывный пробел (предотвращает перенос строки на нём) |
| &sect;   | §      | параграф                                                 |
| &#8470;  | №      | номер                                                    |
| &copy;   | ©      | копирайт (copyright)                                     |
| &reg;    | ®      | зарегистрированный товарный знак (registered trademark)  |
| &#153;   | ™      | товарный знак (trademark)                                |
| &deg;    | °      | градусы                                                  |
| &laquo;  | «      | открывающая кавычка—«ёлочка»                             |
| &raquo;  | »      | закрывающая кавычка-«ёлочка»                             |
| &hellip; | …      | многоточие                                               |
| &mdash;  | —      | тире                                                     |
| &#149;   | •      | жирная точка                                             |
| &plusmn; | ±      | плюс-минус                                               |
| &minus;  | −      | минус                                                    |

Клавиатурные символы  '  и  "  в русском языке кавычками не являются. Также неправильно на сайтах заменять №, ©, ®, ™, °C на N, (c), (R), TM, C.
Дефис, тире и минус — три разных знака.
1. Клавиатурный символ - называется дефис и используется внутри слов.
2. Минус шире дефиса. Он используется для записи отрицательных чисел и операции вычитания.
3. Тире ещё шире, чем минус. Оно используется между словами и отбивается пробелами, причём спереди — неразрывным. Для обозначения числовых интервалов тоже используется тире, но пробелами не отбивается.

Более подробно: Артемий Лебедев. Тире, минус и дефис, или Черты русской типографики. Ководство (15 января 2003). Дата обращения: 23 апреля 2013. Архивировано 9 декабря 2007 года.
Символы <, > и & нельзя отобразить в HTML обычным образом, потому что они имеют специальный смысл. Для их отображения всегда используются &lt;, &gt; и &amp; соответственно.
Большинство спецсимволов см. на webdesign.about.com/library/bl_htmlcodes.htm на сайте about.com.